# Tribus circiter
La Tribus circiter è un'enciclica di papa Pio X, datata 5 aprile 1906 e diretta all'episcopato della Polonia, con cui si condanna il movimento dei mariaviti polacchi.